# Gouvernement Collignon I
Région wallonne
Spitaels Collignon II
Le Gouvernement Collignon I est un gouvernement wallon bipartite composé de socialistes et de sociaux-chrétiens. Il compte 7 ministres.
Ce gouvernement fonctionne du 25 janvier 1994 au 20 juin 1995 en remplacement du Gouvernement Spitaels, après la démission de celui-ci et de Guy Mathot, à la suite de l'Affaire Agusta. Après les élections régionales de 1995, il cèdera sa place au Gouvernement Collignon II.

## Composition
| Fonction | Titulaire | Titulaire         | Parti |
| --- | --------- | ----------------- | ----- |
| Ministre-Président chargé de l’Économie, des P.M.E., des Relations extérieures et du Tourisme                         |           | Robert Collignon  | PS    |
| Ministre du Développement technologique, de la Recherche scientifique, de l’Emploi et de la formation professionnelle |           | Albert Liénard    | PSC   |
| Ministre des Affaires intérieures, de la Fonction publique et du Budget                                               |           | Bernard Anselme   | PS    |
| Ministre de l’Aménagement du Territoire, du Patrimoine et des Transports                                              |           | André Baudson     | PS    |
| Ministre des Travaux publics                                                                                          |           | Jean-Pierre Grafé | PSC   |
| Ministre de l’Action sociale, du Logement et de la Santé                                                              |           | Willy Taminiaux   | PS    |
| Ministre de l’Environnement, des Ressources naturelles et de l’Agriculture                                            |           | Guy Lutgen        | PSC   |